# Music Detected
Music Detected est le sixième album du groupe de musique Deep Forest, sorti en 2002 qui a bénéficié entre autres des voix de Beverly Jo Scott, Anggun et Angela McCluskey.

## Titres
| No  | Titre                                                                   | Durée |
| --- | ----------------------------------------------------------------------- | ----- |
| 1.  | India                                                                   | 4:07  |
| 2.  | Endangered Species                                                      | 6:18  |
| 3.  | Soul Elevator                                                           | 4:12  |
| 4.  | Computer Machine                                                        | 5:12  |
| 5.  | Yuki Song                                                               | 5:23  |
| 6.  | Beauty in Your Eyes                                                     | 4:23  |
| 7.  | Elemental                                                               | 5:24  |
| 8.  | Far East                                                                | 0:58  |
| 9.  | Deep Blue Sea                                                           | 4:16  |
| 10. | Will You Be Ready                                                       | 5:18  |
| 11. | In the Evening                                                          | 1:36  |
| 12. | Dignity                                                                 | 5:23  |
| 13. | Endangered Species (Galleon Remix Radio Edit)                           | 3:59  |
| 14. | Tokyo Street (Piste bonus de l'édition japonaise)                       | 4:46  |
| 15. | Honjo Song (Disponible sur l'édition CD promotionnelle et en numérique) | 5:23  |